# Восточний (Тальменський район)
Восто́чний (рос. Восточный) — селище у складі Тальменського району Алтайського краю, Росія. Входить до складу Новоозерської сільської ради.

## Населення
Населення — 641 особа (2010; 640 у 2002).
Національний склад (станом на 2002 рік):
- росіяни — 93 %